# Schlacht von Tusculum
Die Schlacht von Tusculum (auch bekannt als Schlacht von Monte Porzio oder Schlacht bei Frascati) war eine militärische Auseinandersetzung im Rahmen der Italienpolitik des römisch-deutschen Kaisers Friedrich I. zwischen kaiserlichen Truppen und Truppen der Kommune von Rom am 29. Mai 1167. Den beiden für den Kaiser kämpfenden Erzbischöfen Christian von Mainz und Rainald von Dassel gelang es, das zahlenmäßig anscheinend überlegene stadtrömische Aufgebot einschließlich deren Verbündeten entscheidend zu schlagen. Die feindlichen Truppen hatten den Berichten zufolge hohe Verluste zu beklagen, während die kaiserlichen Truppen zahlreiche Gefangene machten. Der Kaiser erfuhr von dem Sieg der beiden Erzbischöfe, während er selbst die Stadt Ancona belagerte.
Trotz dieses militärischen Erfolgs sollte der 4. Italienzug des Kaisers in einer Katastrophe enden, als das kaiserliche Heer kurz darauf durch einen Seuchenausbruch stark dezimiert wurde. Unter den Toten befand sich auch der hier erwähnte Rainald von Dassel, einer der engsten Berater des Kaisers. Der Kaiser geriet bald selbst in Bedrängnis, als sich Truppen der ihm feindlich gesinnten italienischen Kommunen vereinigten, so dass Friedrich schließlich aus Italien fliehen musste.